# Mobilcom
Die Mobilcom AG (eigene Schreibung mobilcom) war ein börsennotiertes deutsches Unternehmen im Telekommunikationssektor mit Sitz im schleswig-holsteinischen Büdelsdorf, das 1991 von Gerhard Schmid gegründet wurde und hauptsächlich als Mobilfunkanbieter sowie zwischen 1998 und 2003 auch als Verbindungsnetzbetreiber (Anbieter von Call-by-Call und Preselection) aktiv war.
Mobilcom fusionierte im März 2007 mit der Freenet.de AG und firmiert seitdem unter dem Namen Freenet AG.
Die freenet DLS GmbH (bis Juli 2022 mobilcom-debitel GmbH, davor Mobilcom Communicationstechnik GmbH) ist eine Gesellschaft im Freenet-Konzern. Sie vertreibt unter der Marke Freenet im Wesentlichen Mobilfunkanschlüsse.

## Geschichte
Das Unternehmen wurde 1991 von Gerhard Schmid als Teleforce GmbH gegründet und 1992 in MobilCom Communikationstechnik GmbH umbenannt. In der Anfangszeit vermarktete Mobilcom, die neben Schmid nur eine Angestellte hatte, auf Provisionsbasis Mobiltelefone. Das Unternehmen erzielte 1993 einen Umsatz in Höhe von 100 Millionen DM. Im Geschäftsjahr 1995 erwirtschaftete Mobilcom erstmals einen Gewinn. 1997, mittlerweile waren 300 Mitarbeiter bei Mobilcom angestellt, wurde Mobilcom zu einer börsennotierten Aktiengesellschaft. Als eines der ersten Unternehmen im Börsensegment Neuer Markt schrieb Mobilcom Wirtschaftsgeschichte, der Unternehmenswert stieg im Verlaufe der Dotcom-Blase, einer Spekulationsblase, zeitweise in zweistellige Milliardenhöhe. Dabei war der Kursanstieg auch auf Empfehlungen von „Börsengurus“ wie Egbert Prior zurückzuführen.
Nach der Liberalisierung des deutschen Festnetz-Marktes stieg Mobilcom 1998 als Verbindungsnetzbetreiber in das Call-by-Call- und Preselection-Geschäft ein. Ende 1998 wurde von Mobilcom als erstem Anbieter auf dem deutschen Markt versucht, in Vertriebspartnerschaft mit dem Printmagazin Tomorrow der Verlagsgruppe Milchstrasse auf der Basis von zeitabhängigen Vorleistungen einen pauschal abgerechneten bundesweiten schmalbandigen Internetzugang (Flatrate) für Konsumenten zu etablieren, was aber, wie bei allen weiteren folgenden diesbezüglichen Versuchen auf dem deutschen Schmalband-Access-Markt, wegen zu hoher Vorleistungskosten aufgrund einer fehlenden ex-ante-regulierten Schmalband-Großhandelsflatrate binnen zwei Monaten scheiterte. In der Folge lancierte Mobilcom mit der für den Flatrate-Zugang vorgesehenen aufgekauften Einwahlknoten-Infrastruktur das Internet-by-Call- und Internetportal-Geschäft unter dem Namen Freenet, welches Keimzelle der Ende 1999 ausgegründeten Freenet.de wurde.
Der Versuch, ein eigenes UMTS-Netz aufzubauen, führte zu erheblichen finanziellen Schwierigkeiten. Die hohen Kosten, die mit dem Erwerb der Lizenz und dem Aufbau des Netzes verbunden waren, führten das Unternehmen 2002 an den Rand der Insolvenz. Der Aktienkurs fiel stark, am 13. September 2002 war es erstmals ein sogenannter Pennystock. Mitte 1998 hatte der Kurs noch bei 1430 DM gestanden. Im November 2002 wurden die Pläne zum Aufbau des UMTS-Netzes aufgegeben. Im Jahr 2002 wurden deshalb Abschreibungen von 9,9 Milliarden Euro erforderlich. Da der Großaktionär France Télécom andererseits UMTS-Schulden in Höhe von 7,1 Milliarden Euro übernahm, wurde insgesamt 2002 ein Verlust von 3,4 Milliarden Euro erwirtschaftet. Durch die Beendigung der UMTS-Netzaufbau-Aktivitäten gab es einen massiven Personalabbau von rund 2000 Stellen zu Beginn des Jahres 2003. Alle bis dahin aufgebauten UMTS-Sendestandorte wurden an den Mobilfunk-Netzbetreiber E-Plus veräußert.
Im Jahr 2003 schaffte das Unternehmen die Wende, eine Insolvenz konnte dank der Schuldenübernahme durch die France Télécom und staatlicher Finanzhilfen, in Form von Bürgschaften für benötigte Kredite, abgewendet werden. Nachdem die frühere Tochter freenet.de das Festnetzgeschäft von Mobilcom übernommen hatte, konzentrierte sich die Firma auf das Service-Provider-Geschäft, d. h. Vermarktung von Mobilfunkverträgen für die Netzbetreiber T-Mobile, Vodafone, E-Plus und O2 (seit 1. Juni 2005), und bot Produkte über eine als Franchise-System geführte Ladenkette und Vertriebspartnerschaften an.
Vorstandsvorsitzender bis zum 31. August 2005 war Thorsten Grenz. Am 8. Juli 2005 wurde die geplante Reintegration von Freenet in die Mobilcom AG bekanntgegeben.  Seitdem liefen zahlreiche Klagen von Aktionären beider Firmen gegen die Verschmelzung, sodass die Fusion erst 2007 verwirklicht werden konnte.
Die Marke mobilcom blieb auch nach der Fusion der Firmen als Vertriebsplattform für Mobilfunk-Verträge, die sich an den Mobilfunknetzbetreiber-Angeboten orientierten, erhalten.
Auch die als Franchise geführten mobilcom-Shops behielten ihren Namen, dort werden nach der Fusion nun auch verstärkt Internet- und Festnetzprodukte der Freenet verkauft. Ab Juli 2022 war die Marke Mobilcom-Debitel ganz verschwunden und in Freenet umbenannt worden.